# Österbymo
Österbymo er en by som er administrationsby i i Ydre kommun i Östergötlands län i Sverige. Österbymo er befolkningsmæssigt Sveriges mindste kommunale administrationsby med 	834 indbyggere i 2010 .
Fra 1915 til nedlæggelsen i 1954 havde den jernbaneforbindelse med Eksjö-Österbymo Järnväg. Vest for byen ligger søen Östra Lägern

## Eksterne kilder og henvisninger
1. ↑  Tätorter, arealer, befolkning Statistiska centralbyrån.

57°49′38″N 15°16′26″Ø / 57.82722°N 15.27389°Ø